# ANDSF
ANDSF（Access network discovery and selection function）は、3GPPに準拠した携帯ネットワークが、システム選択ポリシーを、端末に配信するための機能である。

## 概要
ANDSFは、3GPPのアクセスネットワーク（HSPA,LTEなどのシステム）と、3GPP以外のアクセスネットワーク（Wi-Fi,WiMAXなどのシステム）の接続ポリシーを携帯端末に提供する。
- Inter-system mobility policy (ISMP)- システム間のアクティブネットワークの選択ルールに関する機能。

- Inter-system routing policy (ISRP) - システム間のトラヒックのルーティングのポリシー。

トラヒックのフローやAPNに基づき、複数経路で振り分ける。
フロー単位で振り分け先を切り替える場合はIP Flow Mobility(IFOM)、APNごとに振り分ける場合はMulti Access PDN Connectivity(MAPCON)がRel.10で定義されている。
- Open Mobile Alliance-Device Management(OMA-DM)-端末とサーバー間の通信にはOMA-DM標準を使用する。

## 参考
- TS 23.402 Architecture enhancements for non-3GPP accesses
- TS 24.302 Access to the 3GPP evolved packet core (EPC) via non-3GPP access networks
- TS 24.312 access network discovery and selection function (ANDSF) management object (MO)